# Charles Le Hon
Pour les articles homonymes, voir Le Hon.
Le comte Charles Aimé Joseph Le Hon, né à Tournai le 10 janvier 1792 et mort à Paris le 30 avril 1868, est un homme politique belge de tendance libérale.

## Biographie
Charles Le Hon est le fils de l'avocat Charles François Hyacinthe Le Hon et Félicité Parent. Il est le neveu de François Le Hon.
Avocat et industriel, il est élu député de Tournai à la seconde Chambre des États généraux pendant la période néerlandaise. En tant que député, il demande que les réclamations contre le ministère qui s'exprimaient à travers les pétitionnements soient prises en sérieuse considération par le roi Guillaume. Sa proposition, appuyée par quelques députés hollandais, fut votée par 55 voix contre 43.
Il est élu au Congrès national en 1830. Après l'élection de Louis d'Orléans le 3 juillet 1831, il fait partie de la délégation de députés envoyés à Paris proposer la couronne au jeune prince. Il sera par la suite ambassadeur à Paris (du 3 août 1831 au 23 février 1842) et député à la Chambre des représentants de Belgique. Il est nommé ministre d'État en 1856.
Sur le plan privé, il épouse Fanny Mosselman, fille de François-Dominique Mosselman et de Louise Tacqué. Parmi les descendants célèbres de la famille Mosselman (par les descendants du frère de François-Dominique) figurent la reine Paola des Belges et ses enfants.